# Mitsuke-jima
Mitsukejima (見附島, île Mi) est une île du Japon en mer du Japon.

## Géographie
Elle appartient à Suzu et s'étend sur 150 m de long, 50 m de large et 30 m de haut, ce qui lui donne une forme très particulière et en fait un point touristique de la péninsule de Noto.
Elle est composée de diatomite.

## Histoire
Selon la légende, elle aurait été découverte par Kūkai (774-835) lors d'un voyage de celui-ci à Sado.
Le 1er janvier 2024, un séisme dans la péninsule de Noto affecte lourdement le rocher qui perd son aspect de « coque de navire » qui faisait sa renommée.

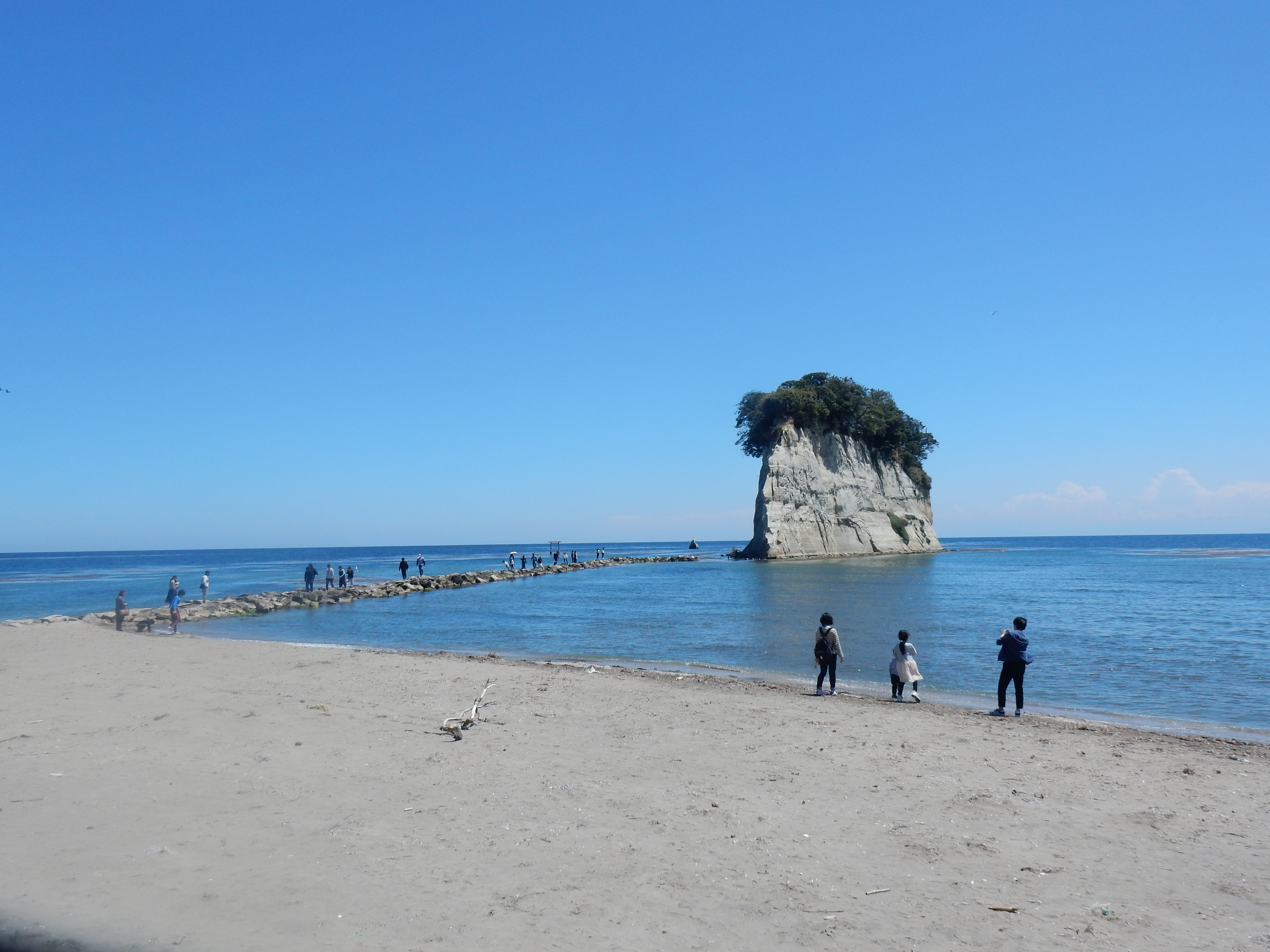
Le rocher en 2019 avant le séisme de 2024 dans la péninsule de Noto.